# Световая отдача
Световая отдача источника света — отношение излучаемого источником светового потока к потребляемой им мощности. В Международной системе единиц (СИ) измеряется в люменах на ватт (лм/Вт). Является показателем эффективности и экономичности источников света.
Выражение для световой отдачи имеет вид:
{\displaystyle \eta ={\frac {\Phi _{v}}{P}},}
где {\displaystyle \Phi _{v}} — световой поток, излучаемый источником, а {\displaystyle P} — потребляемая им мощность.
Введя в рассмотрение величину потока излучения {\displaystyle \Phi _{e}}, отношение {\displaystyle {\frac {\Phi _{v}}{P}}} можно представить в виде {\displaystyle {\frac {\Phi _{v}}{\Phi _{e}}}\cdot {\frac {\Phi _{e}}{P}}}. В этом произведении первый из сомножителей представляет собой световую эффективность излучения {\displaystyle K}, а второй — энергетический коэффициент полезного действия (КПД) источника {\displaystyle \eta _{e}}. В результате исходное выражение для световой отдачи приобретает вид:
{\displaystyle \eta =K\cdot \eta _{e}.}
Таким образом, величина световой отдачи определяется совокупным действием двух факторов. Один из них — эффективность преобразования потребляемой источником электрической энергии в энергию излучения, характеризующаяся значением КПД, другой — способность данного излучения возбуждать у человека зрительные ощущения, определяемая величиной световой эффективности излучения.

## Источники монохроматического излучения

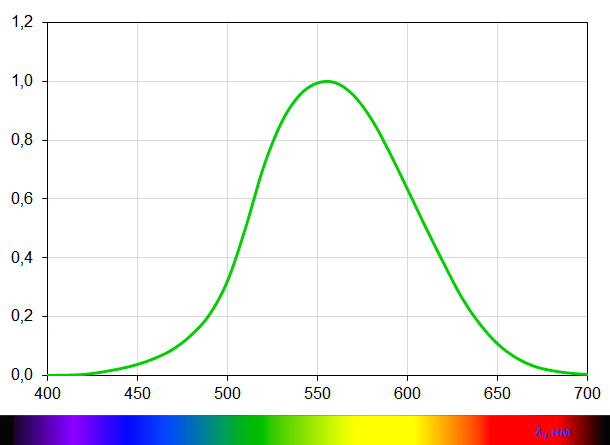
Относительная спектральная световая эффективность монохроматического излучения для дневного зрения